# Barbara Love
Barbara Love, née le 27 février 1937 à Ridgewood au New Jersey et morte le 13 novembre 2022 dans le Bronx, est une écrivaine féministe, activiste, lesbienne américaine, rédactrice de Feminists who Changed America, 1963-1975,. Les Veteran Feminists of America (en) ont dit à propos de Barbara Love : « Si les militantes de la deuxième vague étaient classées en fonction de leurs contributions, Barbara Love serait dans le top dix ».
Avec la National Organization for Women, Barbara Love a organisé et participé à des manifestations, telles que la manifestation contre The New York Times qui a abouti à ce que les petites annonces d'offres d'emploi s'améliorent en respectant le principe : « à travail égal, salaire égal ». Elle a travaillé au sein de l'organisation pour y améliorer l'acceptation des féministes lesbiennes. Elle a aidé à fonder des groupes de sensibilisation pour les féministes lesbiennes et était active dans le mouvement de libération gay. Sa mère l'a soutenue lors des marches des droits des homosexuels et de la fierté gay.
Avec son amante et collègue féministe, Sidney Abbott, elle est co-autrice du livre classique Sappho Was a Right-on Woman: A Liberated View of Lesbianism, qui, espère-t-elle, mènera à une plus grande prise de conscience de l'oppression des femmes et des lesbiennes dans la société. Elle a aidé à la présentation à l'Association américaine de psychiatrie (AAP) qui a conduit à la suppression de l'homosexualité du Manuel diagnostique et statistique des troubles mentaux (DSM).

## Biographie
Barbara Love est née en 1937 et a grandi à Ridgewood. Son père danois était un fabricant de bonneterie. Le roi du Danemark l'a décoré pour son rôle pendant la guerre comme agent clandestin. Il a également travaillé pour Radio Free Europe. Sa mère, Lois Love, dont les ancêtres étaient du Massachusetts colonial, était impliquée dans des activités communautaires,.
À 12 ans en tant que nageuse de compétition, elle a été la première personne du New Jersey à battre le record du 100 mètres nage libre en moins d'une minute.
Barbara Love avait plusieurs sujets de discorde potentiels avec ses parents en tant que féministe lesbienne démocrate. La préoccupation la plus importante de ses parents républicains « d'extrême droite » était qu'elle était démocrate. Elle s'est isolée du reste de la famille parce qu'elle avait des amis qui n'étaient pas des protestants ou des membres du Country Club et dont beaucoup étaient pauvres. « Elle s'est également demandé pourquoi les femmes devaient être dans la cuisine pendant que les hommes étaient dans le salon pour discuter de choses d'importance mondiale. » Elle a commencé à avoir le béguin pour les filles au collège, mais ne se rendait pas compte qu'elle était lesbienne et n'avait personne à qui parler de ses sentiments. En 1968, elle a dit à sa mère qu'elle était gay. La réponse de sa mère a été « Envers toi sois loyale ». Lois Love a soutenu sa fille dans les marches des droits des homosexuels et de la fierté et dans la fondation de l'organisation Parents and Friends of Lesbians and Gays (en).
Barbara Love a étudié le journalisme et a été diplômée en 1959 de l'Université de Syracuse. Pendant son séjour là-bas, elle a découvert que les homosexuels pouvaient être expulsés de l'université pour leur sexualité et que leur vie était « triste et souvent périlleuse ». Après ses études, elle a enseigné dans une école américaine en Italie. En 1961, elle est retournée aux États-Unis,.

## Mouvement des femmes
Barbara Love s'est impliquée dans le mouvement des femmes et la National Organization for Women (NOW) quand il y eut une petite section à New York. Elle l'a appris en interviewant Long John Nebel (en), en rencontrant une fondatrice de NOW, Muriel Fox (en), et en discutant avec la journaliste de Long Island Press (en), Dolores Alexander, qui avait interviewé Betty Friedan. Elle a été invitée à une réunion du conseil d'administration de la section dans l'appartement de Friedan dans le Dakota Building. À part Friedan, qu'elle a trouvé « dure et exigeante », il y avait d'autres activistes dont Rita Mae Brown et Kate Millett. Barbara Love a aidé à organiser certaines des manifestations du groupe et a participé à la manifestation contre le New York Times, Colgate-Palmolive et les restaurants et hôtels réservés aux hommes. La manifestation contre le New York Times demandait l'intégration des annonces de demandes d'emploi pour les hommes et les femmes. À cette époque, il y avait une diminution de 25% pour les emplois occupés par des femmes, un problème pour atteindre l'objectif « à travail égal, salaire égal ».
Betty Friedan, reflétant la position de certains autres membres hétérosexuels de NOW, a déclaré initialement que la présence de lesbiennes dans l'organisation portait atteinte à leur image. La réponse publique de Barbara Love a été : « Ma vie s'était améliorée depuis que j'avais rejoint NOW et encore mieux quand j'ai rejoint les femmes forgeant les débuts de la libération lesbienne », ce qui reflétait son intention de faire accepter le lesbianisme comme un problème féministe au sein de NOW. Elle a développé Foremost Women in Communications en compilant les informations, en les éditant et en les faisant publier. Elle a commencé le travail en 1970 après avoir réalisé la nécessité de créer une ressource des réalisations et des capacités des femmes dans le domaine de la communication.

## Féministe lesbienne
Ne se sentant pas acceptées par les mouvements gays et féminins, Barbara Love et d'autres féministes lesbiennes ont formé des groupes de sensibilisation et encouragé d'autres lesbiennes à les rejoindre. Une autre coordinatrice était Sidney Abbott qui est devenu l'amante de Barbara Love et son co-auteur. Dans les années 1970, elles étaient membres de Radicalesbians,. Avec Elizabeth Shankin, Barbara Love fonde les Matriarchists, un groupe féministe radical. Il a organisé des conférences, tenu des séances de sensibilisation, rédigé des prises de position et publié au début des années 1970 un journal intitulé Matriarchists.
Alors que Kate Millett parlait de libération sexuelle à l'Université Columbia en 1970, une femme dans le public lui a demandé : « Pourquoi ne dites-vous pas que vous êtes lesbienne, ici, ouvertement. Vous avez dit que vous étiez lesbiennes dans le passé. » Millett a répondu avec hésitation : « Oui, je suis lesbienne ». Quelques semaines plus tard, l'article du Time du 8 décembre 1970 « Women's Lib: A Second Look » a rapporté que Millett avait admis qu'elle était bisexuelle, ce qui, selon elle, la discréditerait probablement en tant que porte-parole du mouvement féministe parce qu'elle « renforçait les points de vue de ces sceptiques qui rejetaient systématiquement toutes les libérales comme lesbiennes »,. En réponse, deux jours plus tard une conférence de presse a été organisée par Barbara Love et Ivy Bottini à Greenwich Village qui a conduit à une déclaration au nom de 30 leaders lesbiennes et féministes qui ont déclaré leur « solidarité avec la lutte des homosexuels pour atteindre leur libération dans une société sexiste ».
Barbara Love a fait une apparition dans The Phil Donahue Show en 1970 et dans le David Susskind (en) Show sur le Public Broadcasting Service en 1971, avec six autres lesbiennes, dont Lilli Vincenz (en) et Barbara Gittings,. Elles ont été parmi les premières lesbiennes déclarées à apparaître à la télévision aux États-Unis et ont discuté des stéréotypes sur les gays avec Susskind. Une semaine après son apparition au David Susskind Show, un couple d'âge moyen s'est approché de Gittings dans un supermarché pour affirmer : « Vous m'avez fait réaliser que vous, les homosexuelles, vous vous aimez comme Arnold et moi. ».
Dans leur essai Is Women's Liberation a Lesbian Plot publié dans le livre Women in a Sexist Society (1971), Sidney Abbott et Barbara Love ont donné leur avis sur le rôle des lesbiennes dans le mouvement de libération des femmes : « Les lesbiennes sont les femmes qui peuvent potentiellement démontrer leur vie en dehors de la structure de pouvoir masculine qui domine le mariage ainsi que tous les autres aspects de notre culture. Ainsi, le mouvement lesbien n'est pas seulement lié à la libération des femmes, il est au cœur même de celui-ci. ».
Concernant la façon dont les lesbiennes représentaient les femmes libérées par excellence, Barbara Love a déclaré en 1972 : « Les lesbiennes ont l'indépendance économique, l'autodétermination sexuelle, c'est-à-dire le contrôle de leur corps et de leur style de vie. ».
Cette année-là, lors d'une conférence nationale NOW en Californie, Arlie Scott a initié une initiative qui a abouti à l'adoption d'une résolution affirmant que le lesbianisme est un problème féministe. Friedan a approuvé la résolution sur les droits des lesbiennes lors de la conférence de l'Année internationale des femmes à Houston en 1976.
Abbott et Love ont quitté les Radicalesbians et ont formé 26 groupes de sensibilisation à la fin des années 1970. Sidney Abbott, Kate Millett, Phyllis Birkby, Alma Routsong et Artemis March faisaient partie des membres de CR One, le premier groupe de sensibilisation lesbienne-féministe.

## Diagnostic psychiatrique
Il y avait un chapitre dans le Manuel diagnostique et statistique des troubles mentaux (DSM) pour l'homosexualité. Barbara Gittings, Barbara Love et d'autres lesbiennes et gays ont fait une présentation en 1971 à l'Association américaine de psychiatrie (APA) qui a influencé la décision du 15 décembre 1973 de retirer l'homosexualité du DSM. Seuls deux diagnostics étaient conservés : l'orientation sexuelle égodystonique et le sexual disturbance disorder.

## Parents of Gays
Sidney Abbott et Barbara Love ont été parmi les premières féministes à rejoindre le mouvement de libération gay. Barbara  Love, Morty Manford, Jeanne Manford et la mère de Love ont fondé les Parents of Gays, devenu l'organisation nationale Parents and Friends of Lesbians and Gays (en). Barbara Love a également co-fondé un centre gratuit pour les gays, Identity House,.

## Sappho Was a Right-on Woman
En 1971, elle a co-écrit le premier livre de non-fiction sur le lesbianisme d'un point de vue positif, Sappho Was a Right-on Woman, avec Sidney Abbott. Il a également été le premier à discuter du lien entre le féminisme et le lesbianisme. Elles ont écrit que le but du livre était que les lesbiennes puissent vivre leur vie « inconsciemment », sans que la société ne les stigmatise en raison de leur sexe ou de leur sexualité. Pour être « les gens les plus ordinaires », il fallait une sensibilisation créée par les mouvements de libération des homosexuels et de libération des femmes qui conduirait à l'élimination des comportements et des pratiques oppressives.

## Feminists Who Changed America 1963-1975
En 1996, elle a commencé un projet pour écrire les biographies de 2200 féministes de la deuxième vague et enregistrer les événements importants de cette période, qui a abouti à : Feminists Who Changed America 1963-1975. Elle était assistée de Veteran Feminists of America (en) (VFA). Son livre a fait l'objet de discussions ou de conférences lors d'événements VFA et NOW
Dans une interview à propos du livre, Barbara Love a déclaré : « Ce livre devait être écrit. Le succès de la deuxième vague du mouvement des femmes est le résultat d'un effort collectif de milliers de personnes. Ce livre vise à reconnaître les luttes et les réalisations de chaque individu impliqué dans le mouvement. Il comprend les biographies de plus de 2 200 femmes (et certains hommes) dont les actions ont entraîné des changements substantiels pour les femmes de 1963 - l'année de publication de The Feminine Mystique de Betty Friedan - à 1975 ».
Pour les « artisans du changement » vivants, les informations ont été collectées via des questionnaires et d'autres sources d'information. Outre les recherches, des personnes proches de militants décédés ont été interrogées pour recueillir des informations. Le livre se concentre sur les contributions des individus plutôt que des organisations. Les informations sur chaque féministe sont archivées à la Sophia Smith Collection du Smith College.

### Années ultérieures
Elle siège au conseil d'administration de Veteran Feminists of America (en) et a continué de nager de manière compétitive jusqu'à ses 70 ans. Par exemple, elle a remporté plusieurs médailles d'or chez les femmes âgées des Gay Games à Amsterdam en 1998.

## Publications

### Éditeur
- (en) Feminists who Changed America, 1963-1975, Urbana, University of Illinois Press, 2006, 526 p. (ISBN 978-0-252-03189-2, lire en ligne )

### Auteur
- Foremost women in communications : a biographical reference work on accomplished women in broadcasting, publishing, advertising, public relations, and allied professions, Foremost Americans Publishing Corporation, 1970, 788 p. (ISBN 978-0-8352-0414-9)

### Co-auteur
- Sidney Abbott et Barbara Love, Woman in Sexist Society : Studies in Power and Powerlessness, New American Library, 1972 (ISBN 978-0-465-09199-7, lire en ligne ), « Is Women's Liberation a Lesbian Plot? »
- Sidney Abbott et Barbara Love, Sappho was a Right-on Woman : A Liberated View of Lesbianism, Stein and Day, 1977, 251 p. (ISBN 978-0-8128-2406-3)
- Barbara Love et Elizabeth Shanklin, Mothering: Essays in Feminist Theory, New Jersey, Rowman & Allenheld, 1983 (lire en ligne ), « The Answer is Matriarchy »